# My Man Jeeves
My Man Jeeves ist eine Sammlung heiterer Kurzgeschichten des britisch-amerikanischen Schriftsteller P. G. Wodehouse, die in Großbritannien im Mai 1919 in Buchform erstmals veröffentlicht wurden, zuvor jedoch als Artikel in britischen und US-amerikanischen Zeitschriften und Magazinen erschienen waren.
Vier der insgesamt acht Kurzgeschichten werden aus der Sicht von Bertie Wooster erzählt und haben als weiteren Protagonisten seinen Kammerdiener Jeeves. Ort der Handlung dieser Geschichten ist New York – um den Zorn seiner Tante Agatha zu entgehen, hat Bertie Wooster es vorgezogen, den britischen Boden zu verlassen und sich in den Vereinigten Staaten aufzuhalten. Diese Erzählungen gehören zu den frühen Jeeves und Wooster-Geschichten. Erstmals eingeführt wurde Jeeves in der 1915 erstveröffentlichten Kurzgeschichte Extricating Young Gussie, allerdings wird er in der Kurzgeschichte,  nur mit zwei Zeilen erwähnt.
Die übrigen vier Kurzgeschichten sind älter und werden aus der Sicht der Figur Reggie Pepper erzählt. Diese Figur gilt als Vorläufer der Wooster-Figur, allerdings fehlt in diesen Geschichten noch der Kammerdiener Jeeves. Sechs der acht Geschichten wurden in der Kurzgeschichtensammlung Carry on, Jeeves (Erstveröffentlichung 1925) wieder aufgegriffen. Zwei der ursprünglich von Reggie Peppers erzählten Geschichten tauchen hier als Jeeves und Wooster-Geschichte wieder auf und der Handlungsort ist nach Großbritannien verlegt.
Auf My Man Jeeves folgte mit Carry on, Jeeves und Der unvergleichliche Jeeves noch zwei weitere Kurzgeschichtensammlungen. Der erste Wodehouse-Roman mit Jeeves und Wooster als Protagonisten erschien erst 1934 unter dem Titel Bertie in wilder Erwartung.

## Die einzelnen Kurzgeschichten
- „Leave It to Jeeves“ (für Carry on, Jeeves überarbeitet und unter dem Titel „The Artistic Career of Corky“ veröffentlicht)
  - US: The Saturday Evening Post|Saturday Evening Post, 5. Februar 1916
  - UK: Strand, Juni 1916
- „Jeeves and the Unbidden Guest“
  - US: Saturday Evening Post, 9. Dezember 1916
  - UK: Strand, März 1917
- „Jeeves and the Hard-boiled Egg“
  - US: Saturday Evening Post, 3. März 1917
  - UK: Strand, August 1917
- „Absent Treatment“ (Reggie Pepper)
  - UK: Strand, März 1911
  - US: Collier's Weekly, 22. August 1911
- „Helping Freddie“ (Reggie Pepper)
  - UK: Strand, September 1911
  - US: Pictorial Review, März 1912 (unter dem Titel „Lines and Business“)
- „Rallying Round Old George“ (Reggie Pepper)
  - UK: Strand, Dezember 1912
  - US: Collier's Weekly, 27. September 1913 (unter dem Titel „Brother Alfred“)
- „Doing Clarence a Bit of Good“ (Reggie Pepper)
  - UK: Strand, Mai 1913
  - US: Pictorial Review, April 1914 (unter dem Titel „Rallying Round Clarence“)
- „The Aunt and the Sluggard“ (Jeeves und Wooster-Geschichte)
  - US: Saturday Evening Post, 22. April 1916
  - UK: Strand, August 1916

## Einzelbelege
1. ↑   Usborne: Plum Sauce. A P. G. Wodehouse Companion. S. 74.
2. ↑   Usborne: Plum Sauce. A P. G. Wodehouse Companion. S. 149.